# Russula aeruginea
Russula aeruginea là một loài nấm ăn được, chỉ được tìm thấy bên dưới cây bu-lô, chủ yếu trong rừng thông.